# کاروانسرای لب خندق
کاروانسرای لب خندق مربوط به دوره قاجار است و در یزد، خیابان قیام، محله لب خندق بطرف بازار خان واقع شده و این اثر در تاریخ ۷ مهر ۱۳۸۱ با شمارهٔ ثبت ۶۵۵۸ به‌عنوان یکی از آثار ملی ایران به ثبت رسیده است.